# Valeri Bourlatchenko
Valeri Ivanovitch Bourlatchenko (en russe : Валерий Иванович Бурлаченко) est un footballeur et entraîneur russe né le 5 juillet 1970 à Volgograd.

## Biographie

### Carrière de joueur
Né à Volgograd, Valeri Bourlatchenko effectue dans un premier temps sa formation au sein d'une école de sport locale avant de rejoindre en 1988 les rangs du Tekstilchtchik Kamychine, avec qui il fait la même année ses débuts en troisième division soviétique. Après un bref passage au Zvezda Gorodichtche en début d'année 1989, il rejoint le Rotor Volgograd au cours de l'été. Il dispute par la suite son premier match en première division le 22 septembre 1989 contre le Torpedo Moscou, à l'âge de 19 ans.
S'imposant par la suite comme un titulaire régulier au club durant une grande partie des années 1990, Bourlatchenko dispute en tout 260 rencontres et marque onze buts durant son passage au Rotor entre 1989 et 1998. Il prend ainsi pleinement aux bonnes performances de l'équipe au cours de cette période, terminant vice-champion de Russie par deux fois en 1993 et 1997 et disputant également la finale perdue de coupe de Russie en 1995. Il prend également aux campagnes européennes du club en Coupe UEFA et en Coupe Intertoto, pour un total de quinze matchs et un but marqué contre l'Örebro SK en septembre 1997.
Après son départ de Volgograd à la mi-saison 1998, Bourlatchenko rallie dans un premier temps la deuxième division en terminant l'année au Rubin Kazan avant de passer la saison 1999 au Sokol Saratov. Après un bref retour dans l'élite au Rotor Volgograd durant le premier semestre 2000, il rejoint durant l'été le Metallourg Lipetsk pour qui il joue jusqu'en fin d'année 2001. Passant les deux années suivantes au Mordovia Saransk, il fait très brièvement son retour au Tekstilchtchik Kamychine pour le début de saison 2004 avant de mettre un terme à sa carrière au cours du mois d'avril, à l'âge de 33 ans.

### Carrière d'entraîneur
Se reconvertissant comme entraîneur après la fin de sa carrière, Bourlatchenko rejoint dès le mois de mai 2004 le Rotor Volgograd en tant qu'assistant. Après le départ de Valeri Nenenko à la fin de l'année 2005, il est appelé à prendre la tête de l'équipe pour la saison 2006, finissant sixième de son groupe dans la troisième division avant de s'en aller au mois d'avril 2007.
Après un an passé comme adjoint de Vladimir Faïzouline entre juillet 2008 et septembre 2009, il prend dans la foulée la direction du FK Volgograd, avec qui il termine troisième de son groupe au troisième échelon et obtient la promotion en deuxième division. À la suite de la fusion du club avec le Rotor Volgograd au mois de février 2010, il est relégué au rang d'adjoint de Vladimir Faïzouline puis de Vitali Chevtchenko pour le reste de l'année 2010. Après le départ de ce dernier en décembre 2010, Bourlatchenko fait son retour sur le banc du club et dirige l'équipe à la première place du groupe Sud lors de la saison 2011-2012 puis au maintien en deuxième division à la fin de l'exercice suivant avant de s'en aller en juillet 2013.
Passant par la suite un an et demi au Gazovik Orenbourg comme adjoint de Robert Ievdokimov entre janvier 2014 et mai 2015, il reprend au début du mois de juin 2015 les rênes du Sokol Saratov avec qui il termine neuvième de deuxième division à l'issue de la saison 2015-2016 avant de quitter son poste en mai 2016. Il dirige ensuite le Tchaïka Pestchanokopskoïe durant une grande partie de l'année 2017 avant de revenir une nouvelle fois au Rotor Volgograd où il est une nouvelle fois adjoint de Robert Ievdokimov entre mai et novembre 2018. Après le départ de ce dernier, il officie au sein de la deuxième équipe du club jusqu'à la fin de son contrat en juin 2019,. Il suit une nouvelle fois Ievdokimov lors de sa nomination à la tête du FK Nijni Novgorod au mois d'octobre 2019.

## Statistiques de joueur
| Saison                | Club                     | Championnat           | Championnat | Championnat | Coupe(s) nationale(s) | Coupe(s) nationale(s) | Compétition(s) continentale(s) | Compétition(s) continentale(s) | Compétition(s) continentale(s) | Total | Total |
| Saison                | Club                     | Division              | M.          | B.          | M.                    | B.                    | Comp.                          | M.                             | B.                             | M.    | B.    |
| 1988                  | Tekstilchtchik Kamychine | D3                    | 22          | 0           | -                     | -                     | -                              | -                              | -                              | 22    | 0     |
| 1989                  | Zvezda Gorodichtche      | D3                    | 20          | 0           | -                     | -                     | -                              | -                              | -                              | 20    | 0     |
| Sous-total            | Sous-total               | Sous-total            | 42          | 0           | -                     | -                     | -                              | -                              | -                              | 42    | 0     |
| 1989                  | Rotor Volgograd          | D1                    | 4           | 0           | 1                     | 0                     | -                              | -                              | -                              | 5     | 0     |
| 1990                  | Rotor Volgograd          | D1                    | 17          | 0           | 6                     | 0                     | -                              | -                              | -                              | 23    | 0     |
| 1991                  | Rotor Volgograd          | D2                    | 35          | 2           | 3                     | 0                     | -                              | -                              | -                              | 38    | 2     |
| 1992                  | Rotor Volgograd          | D1                    | 23          | 1           | 3                     | 0                     | -                              | -                              | -                              | 26    | 1     |
| 1993                  | Rotor Volgograd          | D1                    | 29          | 1           | 2                     | 0                     | -                              | -                              | -                              | 31    | 1     |
| 1994                  | Rotor Volgograd          | D1                    | 26          | 0           | 2                     | 0                     | C3                             | 2                              | 0                              | 30    | 0     |
| 1995                  | Rotor Volgograd          | D1                    | 25          | 1           | 5                     | 2                     | C3                             | 3                              | 0                              | 33    | 3     |
| 1996                  | Rotor Volgograd          | D1                    | 28          | 1           | 2                     | 0                     | CI                             | 5                              | 0                              | 35    | 1     |
| 1997                  | Rotor Volgograd          | D1                    | 22          | 1           | 2                     | 0                     | C3                             | 5                              | 1                              | 29    | 2     |
| 1998                  | Rotor Volgograd          | D1                    | 8           | 0           | 2                     | 1                     | -                              | -                              | -                              | 10    | 1     |
| Sous-total            | Sous-total               | Sous-total            | 217         | 7           | 28                    | 3                     | -                              | 15                             | 1                              | 260   | 11    |
| 1998                  | Rubin Kazan              | D2                    | 20          | 3           | -                     | -                     | -                              | -                              | -                              | 20    | 3     |
| 1999                  | Sokol Saratov            | D2                    | 27          | 0           | 1                     | 0                     | -                              | -                              | -                              | 28    | 0     |
| 2000                  | Rotor Volgograd          | D1                    | 14          | 0           | -                     | -                     | -                              | -                              | -                              | 14    | 0     |
| 2000                  | Metallourg Lipetsk       | D2                    | 17          | 0           | 1                     | 0                     | -                              | -                              | -                              | 18    | 0     |
| 2001                  | Metallourg Lipetsk       | D3                    | 39          | 1           | 1                     | 0                     | -                              | -                              | -                              | 40    | 1     |
| 2002                  | Svetotekhnika Saransk    | D3                    | 29          | 7           | 3                     | 0                     | -                              | -                              | -                              | 32    | 7     |
| 2003                  | Lisma-Mordovia Saransk   | D2                    | 37          | 2           | -                     | -                     | -                              | -                              | -                              | 37    | 2     |
| 2004                  | Tekstilchtchik Kamychine | D3                    | 2           | 0           | 1                     | 0                     | -                              | -                              | -                              | 3     | 0     |
| Sous-total            | Sous-total               | Sous-total            | 185         | 13          | 7                     | 0                     | -                              | -                              | -                              | 192   | 13    |
| Total sur la carrière | Total sur la carrière    | Total sur la carrière | 444         | 20          | 35                    | 3                     | -                              | 15                             | 1                              | 494   | 24    |

## Palmarès
| Rotor Volgograd - Championnat de Russie : - Vice-champion : 1993 et 1997. - Coupe de Russie : - Finaliste : 1995. |  | - Championnat d'Union soviétique D2 (1) : - Champion : 1991. |